# Barco (Covilhã)
Barco ist ein Ort und eine ehemalige Gemeinde (Freguesia) im portugiesischen Kreis Covilhã. Die Gemeinde hatte 465 Einwohner (Stand 30. Juni 2011).
Am 29. September 2013 wurden die Gemeinden Barco und Coutada zur neuen Gemeinde União das Freguesias de Barco e Coutada zusammengeschlossen. Barco ist Sitz dieser neu gebildeten Gemeinde.